# Cis donckieri
Cis donckieri es una especie de coleóptero de la familia Ciidae.

## Distribución geográfica
Habita en la India.